# Dalip Singh (maharadja)

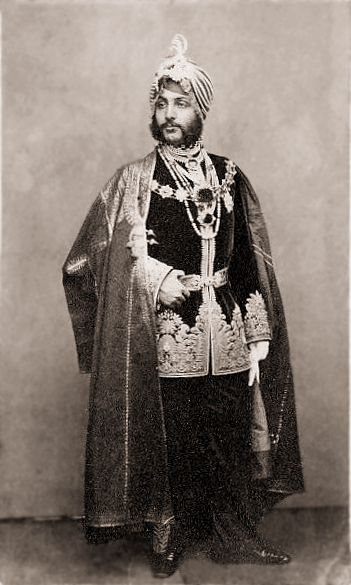
Maharadja Dalip Singh in 1861.

Maharadja Dalip Singh of Duleep Singh (Lahore, 6 september 1838 – Parijs, 22 september 1893) was de laatste maharadja ("keizer") van het Sikhrijk, dat in de eerste helft van de 19e eeuw in het noordwesten van Voor-Indië lag. Hij volgde zijn broer Sher Singh op in 1843, op 5-jarige leeftijd. Na de annexatie van de Punjab door de Britten aan het einde van de Tweede Anglo-Sikhoorlog in 1849 werd Dalip Singh gevangengenomen. De Britten lieten hun 11-jarige gevangene een heropvoedingsprogramma volgen. In 1854 werd Dalip Singh naar Engeland gestuurd, waar hij de rest van zijn leven in ballingschap doorbracht. Hij raakte bevriend met koningin Victoria en leefde in Engeland het leven van een Britse edelman. Op latere leeftijd deed hij tevergeefs pogingen terug naar India te keren en zijn troon terug te winnen.

## Levensloop

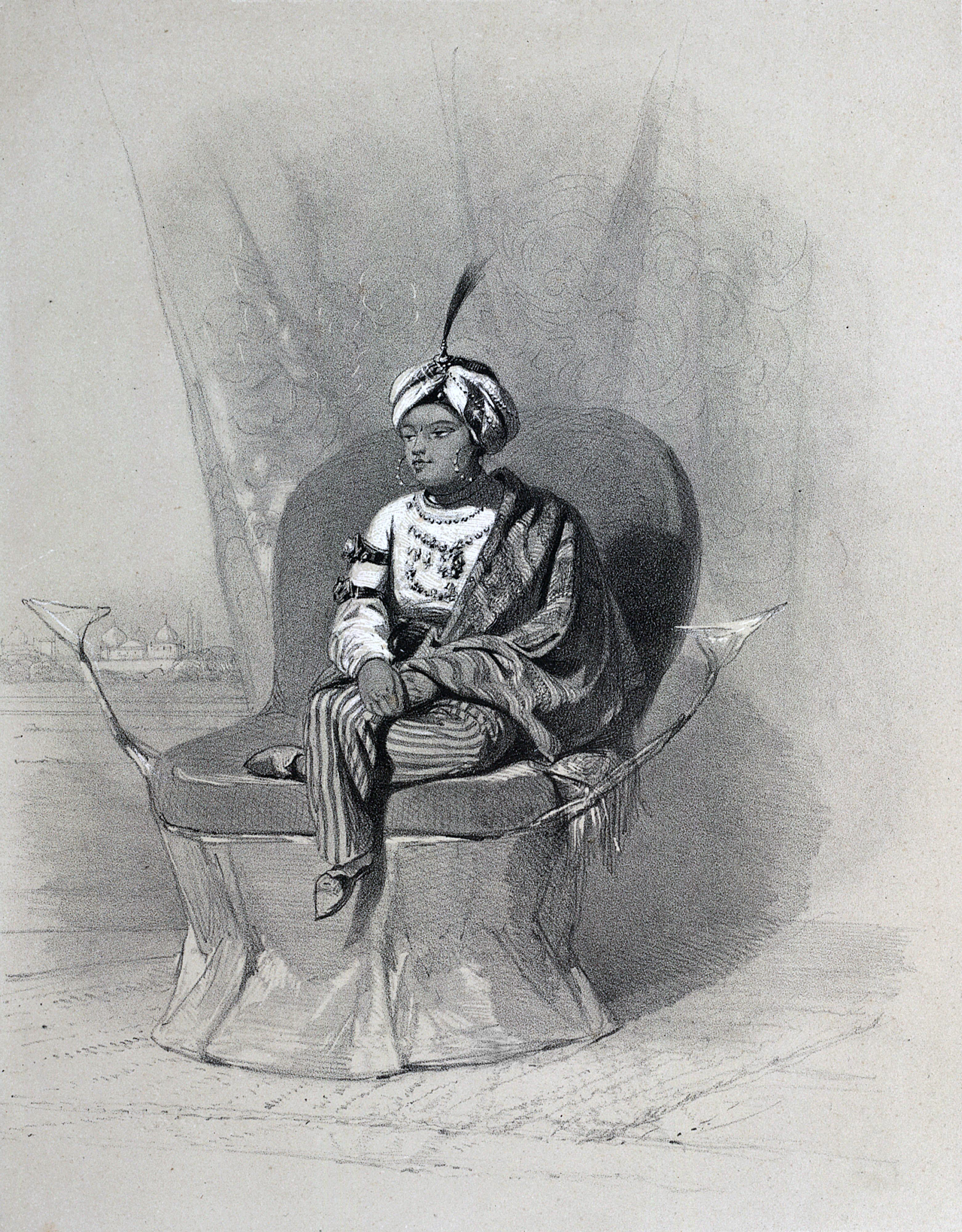
Maharadja Dalip Singh als kind op de troon van Lahore. Lithografie door James Duffield Harding.

### Regering
Dalip Singh was de jongste zoon van maharadja Ranjit Singh, de sikhistische legeraanvoerder die een groot rijk rondom de Punjab stichtte. Na de dood van Ranjit Singh in 1839 zaten achtereenvolgens verschillende van zijn zoons en kleinzoons op de troon, maar de werkelijke macht was in handen van twee groepen edelen, die elkaar via intrige bestreden. Dalip Singhs troonsbestijging volgde op de moord op zijn oudere halfbroer, maharadja Sher Singh.
Onder Sher Singh was het rijk in een soort staat van permanente militaire paraatheid geraakt. Het sikhistische deel van de bevolking nam overal de wapens op. De soldaten zagen zichzelf als de khalsa (het heilige sikhleger), maar Sher Singh had onvoldoende middelen om ze te betalen, zodat ze niet altijd naar bevelen van hogerhand luisterden. Plunderingen waren volgens Britse bezoekers van het rijk niet ongebruikelijk. Aan het hof streefden twee fracties om de macht, de hindoeïstische Dogra's en de sikhistische Sindhanwalia's.
Sher Singh werd in september 1843 vermoord door zijn neef, die op de hand van de Sindhanwalia's was. Dalip Singh werd op de troon gezet, met zijn moeder Jind Kaur als regentes. Een broer van Jind Kaur, Jawahir Singh, werd in december 1844 aangesteld als vizier. Het hof verloor echter steeds meer de controle over het leger. Jawahir Singh kon de eisen om soldij niet inwilligen en werd september 1845 tijdens een militaire parade gelyncht, onder de ogen van de jonge maharadja en zijn moeder. Jind Kaur zwoer wraak. Ze stelde Lal Singh, een hoveling met sterke banden met de Dografractie, aan als nieuwe vizier.
De Britten, wier territoria direct aan het Sikhrijk grensden, zagen de militarisering gecombineerd met het zwakke centrale gezag met argwaan aan. Wederzijdse provocaties langs de grens mondden uit in de Eerste Sikhoorlog, die desastreus voor de Sikhs verliep. De Britten annexeerden met het Verdrag van Lahore (9 maart 1846) al het gebied ten oosten van de Beas. Jammu en Kasjmir werd ook afgestaan aan de Britten, die het gebied uitleenden aan Gulab Singh, een hoveling uit de Dografractie. In de Punjab werd een Britse resident (Sir Henry Lawrence) aangesteld. Deze onthief Jind Kaur in december 1846 uit haar functie van regent.
In feite was Punjab een Britse vazalstaat geworden, maar onder de Sikhs was hierover grote woede. Eind 1848 weigerden ze nog langer de Britten te gehoorzamen, met als gevolg de Tweede Anglo-Sikhoorlog. Ook deze oorlog verliep desastreus voor de Sikhs, en in maart 1849 was Dalip Singh gedwongen troonsafstand te doen en de macht over te dragen aan de gouverneur-generaal van Brits-Indië, Henry Hardinge. Op 21 december 1849 werd de maharadja als gevangene naar Fatehgarh gestuurd. De bezittingen van de koninklijke familie, waaronder de Koh-i-Noordiamant, werden door de Britten als buit naar Engeland gestuurd of geveild.

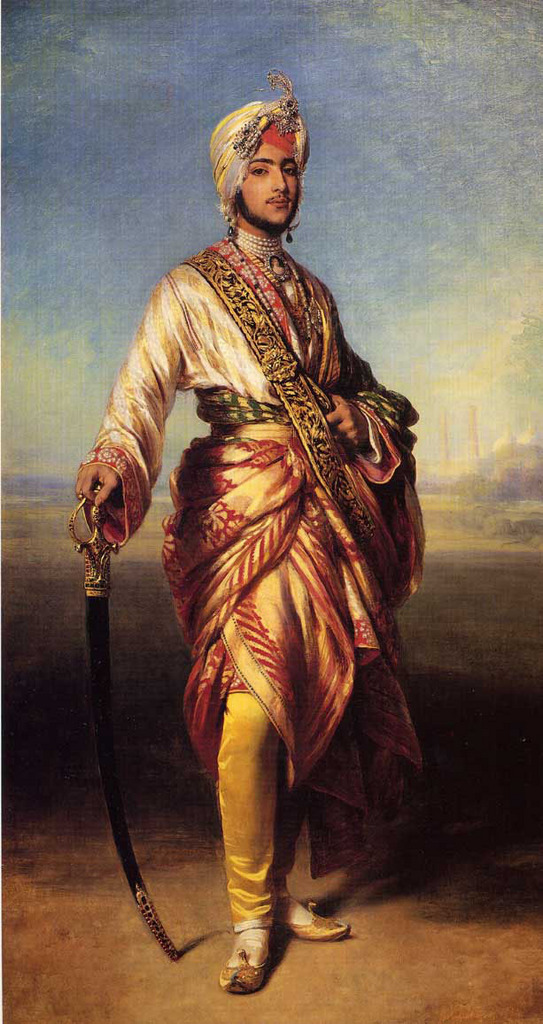
Portret van Dalip Singh door Franz Winterhalter, vlak na zijn aankomst in Engeland, in juni 1854.

### Ballingschap
Dalip Singh bracht daarop vijf jaar in gevangenschap door in Fatehgarh en Lucknow. Omdat zijn gezondheid slecht zou zijn werd hij af en toe naar het hill station Landour, in de buurt van Mussoorie, gestuurd om beter te worden. De Britten lieten de maharadja heropvoeden en verengelsen. Gedurende deze tijd mocht hij niet in contact komen met Indiërs. In 1853 bekeerde hij zich tot het christendom. Voor zijn doop was toestemming verleend door gouverneur-generaal Dalhousie.
In 1854 werd Dalip Singh naar Engeland gestuurd, waar de East India Company Sir John Spencer Logan aanstelde als voogd. De maharadja werd gepresenteerd aan koningin Victoria, die vanaf het begin erg ingenomen was met hem. Hoewel Dalip Singh eerst in Claridge's Hotel verbleef, huurde de East India Company later een huis voor hem, eerst in Wimbledon en later in Roehampton. De maharadja gaf aan terug te willen naar India, maar de East India Company besloot dat het beter was voor zijn opvoeding een rondreis door Europa te maken. 
Na terugkomst in Engeland huurde zijn voogd John Logan een kasteel in het Schotse Perthshire voor hem. Hier zou de maharadja de rest van zijn tienerjaren doorbrengen. Toen hij 19 jaar oud werd wist hij uit de voogdij ontzet te worden, maar de terugkeer naar India werd hem verboden. Vanaf 1858 woonde hij in het kasteel van Auchlyne in Stirling. In Schotland kreeg hij de bijnaam "black prince of Perthshire" ("zwarte" prins van Perthshire). Hij hield er een luxueuze levensstijl op na, met jachtpartijen en feesten. Hoewel hij zich vaak in Schotse traditionele kleding stak, bleef hij een Punjabi tulband dragen. Rond deze tijd kreeg hij bedenkingen over zijn bekering tot het christendom en verbanning uit India. In 1860 maakte Dalip Singh een korte, door de Britten streng gecontroleerde reis naar India, om zijn moeder Jind Kaur op te halen. Zij had het grootste deel van het voorafgaande decennium als banneling in Nepal geleefd. Jind Kaur stierf in 1863 en opnieuw werd hem toegestaan kort naar India terug te keren om de as te begraven in Bombay. Onderweg terug naar Europa ontmoette hij zijn eerste vrouw, Bamba Müller, in Caïro. Het stel trouwde op 7 juni 1864 in Alexandrië. Terug in Europa verhuisde Dalip Singh met zijn vrouw naar Engeland.

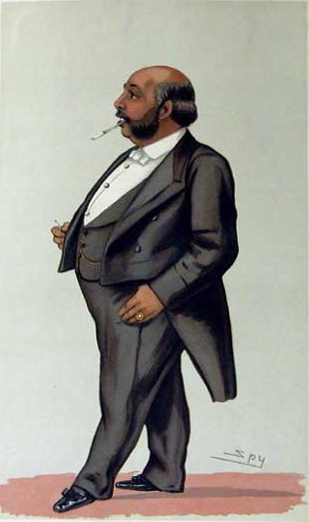
Cartoon van maharadja Dalip Singh als Engelse gentleman uit Vanity Fair, 1882.

De India Office, waarin de East India Company was opgegaan, kocht een landgoed voor hem in Elveden, op de grens tussen Norfolk en Suffolk. Dalip Singh leefde hier het leven van een Engelse aristocraat. Hij liet in het dorpje de kerk, school en enkele cottages restaureren. Het landhuis zelf liet hij ook ombouwen. Het interieur werd ingericht in de Mogolstijl die hij kende uit zijn jeugd. Op het landgoed werd een wildpark ingericht, waar de maharadja zich oefende in de jacht. Hij had de reputatie de vierde beste schutter van Engeland te zijn. Samen met Bamba Müller kreeg hij zes kinderen, die allen een Engelse aristocratische opvoeding kregen.
Desondanks groeide zijn nieuwsgierigheid naar zijn Indiase wortels. Daarin werd hij voortdurend tegengewerkt door de Britse autoriteiten. Met veel moeite wist hij in 1884 in contact te komen met een neef. Een groep familieleden bezocht hem nog datzelfde jaar in Engeland. In hun gevolg was ook een granthi (sikhpriester), Pratap Singh Giani. Dalip Singh uitte de wens zijn bekering ongedaan te willen maken om opnieuw sikh te worden, maar de Britse regering was hier sterk op tegen. De belangrijkste reden was dat de weerstand tegen de Britten in India toegenomen was. De Britten waren bang dat de maharadja een symbool voor het verzet tegen hun bestuur kon worden.
Dalip Singh wist in 1886 echter aan de controle van de Britse autoriteiten te ontkomen om een schip te nemen naar India. Hij werd echter onderschept in Aden en teruggestuurd naar Engeland. Voordat de Britten hem terug konden sturen had zijn neef enkele granthi's naar Aden gezonden, die hem opnieuw in het sikhisme inwijden. De ceremonie in Aden stond echter ver af van wat in Bombay zou hebben plaatsgevonden, als Dalip Singh daar was aangekomen. Dalip Singh weigerde terug te keren naar Engeland. In plaats daarvan vestigde hij zich te Parijs, waar hij werd vergezeld door zijn maîtresse, Ada Douglas Wetherill, met wie hij na de dood van Bamba Müller in 1887 trouwde en nog twee kinderen kreeg. Het paar bezocht Sint-Petersburg, waar Dalip Singh de tsaar probeerde over te halen Brits-Indië binnen te vallen en hem zo te helpen zijn rijk terug te veroveren. Desondanks zou Dalip Singh zich later weer verzoenen met koningin Victoria, aan wie hij voor zijn dood nog een laatste bezoek bracht.
Toen de maharadja in 1893 stierf werd zijn laatste wens, dat zijn lichaam in India gecremeerd zou worden, niet gehonoreerd. In plaats daarvan kreeg hij een christelijke begrafenis in Elveden.

## Nageslacht
Uit zijn eerste huwelijk met Bamba Müller had Dalip Singh zes kinderen:
- Victor Albert Jay (1866–1918), officier in het Britse leger;
- Frederick Victor (1868–1926) officier in het Britse leger en lid van de Society of Antiquaries of London;
- Bamba Sophia (1869–1957, bekend als Sophia Sutherland), studeerde aan Somerville College, Oxford;
- Catherina Hilda (1871–1942), studeerde aan Somerville College, Oxford;
- Sophia Alexandrovna (1876–1948), politiek activiste in de vrouwenbeweging;
- Albert Edward Alexander (1879–1893).

Uit zijn tweede huwelijk met Ada Douglas Wetherill werden nog twee kinderen geboren:
- Pauline Alexandra
- Ada Irene Beryl

Geen van Dalip Singhs acht kinderen heeft voor verder legitiem nageslacht gezorgd, zodat de koninklijke familie van de sikhs geacht werd met de dood van Bamba Sunderland in 1957 te zijn uitgestorven. Er zijn echter enkele buitenechtelijke kleinkinderen bekend.